# Tomo Čubelić
Tomo (Marijan) Čubelić (Zagreb, 6. listopada 1907. – Zagreb, 12. listopada 1986.) je bio hrvatski povjesničar i zemljopisac, predavač, aktivist i muzealac. Pisao je povijesne udžbenike, predavao noviju povijest.

## Životopis
Rodio se je u Zagrebu. S roditeljima je u djetinjstvu preselio u Drvar. Još za djetinjstva se vratio u Zagreb. Ondje je završio klasičnu gimnaziju. Povijest i zemljopis u Zagrebu i Beču. 
Posao je dobio u Bakru. Politički se rano angažirao. U SKOJ-u je od 1927., KPJ od 1928. i članom Komunističke stranke Njemačke dok je studirao u Berlinu. Režim kraljevine Jugoslavije ga je smatrao politički nepodobnim. Proglašenjem Šestosiječanjske diktature vlasti su ga sudile, zatvarale i proganjale. Prosvjetne su ga vlasti po kazni poslale na službu daleko od doma, u Makedoniju, u Bitolu. Ondje je radio sve do pred rat, nakon čega se je uspio zaposliti u Čakovcu. Poslije proglašenja Banovine Hrvatske zaposlio se je na zagrebačkoj Trgovačkoj akademiji gdje je predavao povijest i zemljopis.
Tijekom rata surađivao je s antifašističkim pokretom u Zagrebu.
Poslije drugog svjetskog rata predavao je na dvjema trgovačkim akademijama. Neko je vrijeme bio kustosom u Povijesnom muzeju Hrvatske, a nakon toga predavao je noviju povijest u Zagrebu na Višoj pedagoškoj školi gdje je radio sve do mirovine.
Suosnivačem je i višedesetljetnim odbornikom Povijesnog društva Hrvatske, zaslužan za organiziranje brojnih seminara, skupova, ekskurzije itd. Popularizirao je povijesnu znanost, pa je među ostalim održao je brojna predavanja na radiju. 
Bio je vanjskim suradnikom Instituta za historiju radničkog pokreta Hrvatske u samim početcima rada tog instituta.
Surađivao je u projektu hrvatskih i njemačkih povjesničara na usklađivanju udžbeničkog sadržaja koji se odnosio na noviju povijest.
Muzejska mu se djelatnost ističe po nekim postavljenim izložbama.
Prosvjeta ga pamti kao autora udžbenika povijesti i zemljopisa (Zemljopis Federativne Narodne Republike Jugoslavije) za više razrede osnovnih škola te za srednje škole (suautor za srednje škole Dragutin Pavličević) u školstvu Hrvatske i Bosne i Hercegovine. Autor je prvih udžbenika za usmjereno obrazovanje u Hrvatskoj. Udžbenik iz povijesti doživio mu je 12. izdanja (do 1986.) i prijevod na talijanski.
Znanstveno se bavio temom NOR-a u Hrvatskoj i u bivšoj Jugoslaviji. Njegov najveći rad u tom području je Pregled historije NOB naroda Jugoslavije (s Milovanom Milostićem) iz 1950. godine koji je bio prvi sintetični pregled rata i revolucije u ratu. Rad je doživio do 1986. 15 izdanja, preveden na albanski, mađarski, makedonski i talijanski (Sommario di storia della Lotta Popolare di Liberazione della Jugoslavia, 1953.). Članke je objavio u Historijskom zborniku, Historijskom pregledu i drugdje.

## Nagrade i priznanja
- 1978. nagrada Ivan Filipović